# Шипилов, Владимир Федотович
Влади́мир Федо́тович Шипи́лов (род. 16 января 1926 года) — генерал-майор ВС СССР, начальник Тамбовского высшего военного командного Краснознамённого училища химической защиты имени Н. И. Подвойского в 1975—1988 годах.

## Биография
Родился 16 января 1926 года в селе Никольское-на-Еманче (Хохольский район, Воронежская область). Отец — Федот Васильевич, участник Гражданской войны, был председателем сельской коммуны имени Парижской Коммуны в селе, председателем райпотребсоюза и директором воронежского магазина (умер в 1954 году). Мать — Анна Александровна, работала в колхозе (умерла в 1942 году после тяжёлой болезни). Есть также младшая сестра Анна. Владимир окончил восемь классов школы в селе Хохол, в 1940 году поступил в ремесленное училище № 4 города Воронежа на химика-лаборанта синтетического каучука. С 1943 года — секретарь комсомольской организации, член КПСС с 1953 года.
После начала войны[уточнить] был направлен на фронт, старший брат служил на Дальнем Востоке. Отец был ранен тяжело на фронте в 1941 году, вернулся в 1942 году в строй, закончил войну старшим лейтенантом (орден Красной Звезды). Брат закончил войну в звании лейтенанта, был в 1945 году привезён с Дальнего Востока в тяжёлом состоянии. Сам Шипилов первые два года войны работал в поле в колхозе, помогая тяжело больной матери. В мае 1943 года он был призван в армию, однако поступило распоряжение распустить призывников 1926 года рождения. Он продолжил трудиться в колхозе, пока 3 декабря не получил повестку и не отправился в Воронеж, откуда прибыл в освобождённый Брянск. Службу начал в звании красноармейца, из Брянска был направлен в отдельный зенитно-артиллерийской дивизион, служил в огневом взводе (недалеко от города Новозыбков) под командованием старшего лейтенанта Ведерникова. Занимал должность трубочного (установка разрывателя для подрыва снаряда на заданной высоте), позже назначен заряжающим при 85-мм зенитном орудии. Службу проходил под командованием командира дивизии майора Судникова, участник боёв за Гомель, Бобруйск, Минск, Барановичи и Волковыск: в Волковыске он был ранен и отправлен в посёлок Старая Рачейка, после ранения на фронт не возвращался. Боевые действия закончил в звании рядового, заряжающего 85-мм орудия.
После полутора месяцев лечения рядовой Шипилов в конце ноября 1944 года попал в пересыльный пункт в Сызрани, откуда 25 человек были направлены в Сызранское танковое училище. Изначально обучение должно было занять полгода, однако позже всех перевели на годовое обучение, а затем курсантов 1924, 1925 и 1926 годов рождения перевели на трёхгодичный срок обучения, присвоив остальным звания младших лейтенантов с увольнением в запас. В 1947 году Шипилов окончил училище и в июне был направлен в Таврический военный округ, служил командиром взвода СУ-76 в отдельном стрелковом батальоне в Феодосии, позже был назначен командиром батареи СУ-76. В конце 1952 года по замене Шипилов был направлен в отдельную механизированную армию в тяжёлый танко-самоходный полк в Румынии (город Липово), в 1954 году назначен на должность командира учебно-танковой роты в городе Тимишоара.
Шипилов пытался поступить на командный факультет в Военную академию бронетанковых войск, однако его командир подполковник Курилов не давал ему эту возможность. В итоге в июне 1955 года по совету начальника кадров дивизии Шипилов, покинув Румынию, убыл в Москву в Академию химзащиты, успешно сдал экзамены и был зачислен там на командный факультет. Окончил академию в 1960 году с общей оценкой «хорошо» и был назначен на должность командира отдельного учебно-опытного батальона академии, а также направлен в учебный центр ВАХЗ во Фролищах Горьковской области. В 1964 году назначен заместителем командира бригады химзащиты в городе Кинешма, позже был командиром бригады, служил там до декабря 1969 года. В конце декабря назначен начальником химических войск Сибирского военного округа в Новосибирске. До июля 1974 года служил в Новосибирске, отвечая за подготовку войск по защите от оружия массового поражения и за боевую подготовку всех частей войск РХБЗ. В 1974 году Владимир Федотович был переведён в Тамбов, где был назначен начальником Тамбовского военного училища химической защиты. В 1976 году получил звание генерал-майора технических войск, уволен в июне 1988 года в запас в звании генерал-майора.
Со своей супругой познакомился в 1948 году, поженились в июне 1949 года.

## Награды
СССР
- медаль «За боевые заслуги»[10]
- орден Красной Звезды[10]
- орден Отечественной войны I степени[10]
- орден «За службу Родине в Вооружённых Силах СССР» III степени[10]
- медаль «За победу над Германией в Великой Отечественной войне 1941—1945 гг.»[11]

 Чехословакия
- медаль «К 40-летней годовщине завершения национально-освободительной борьбы чехословацкого народа и освобождения Чехословакии Советской Армией»[10]

 ВНР
- медаль «За боевое содружество. За заслуги в укреплении боевого и военного сотрудничества» (1984)[12]

 Монголия
- медаль «Победа на Халхин-Голе» (1979)[3]
- 23 разные медали (в том числе 7 за подготовку военных кадров)[3]